# Imqaret

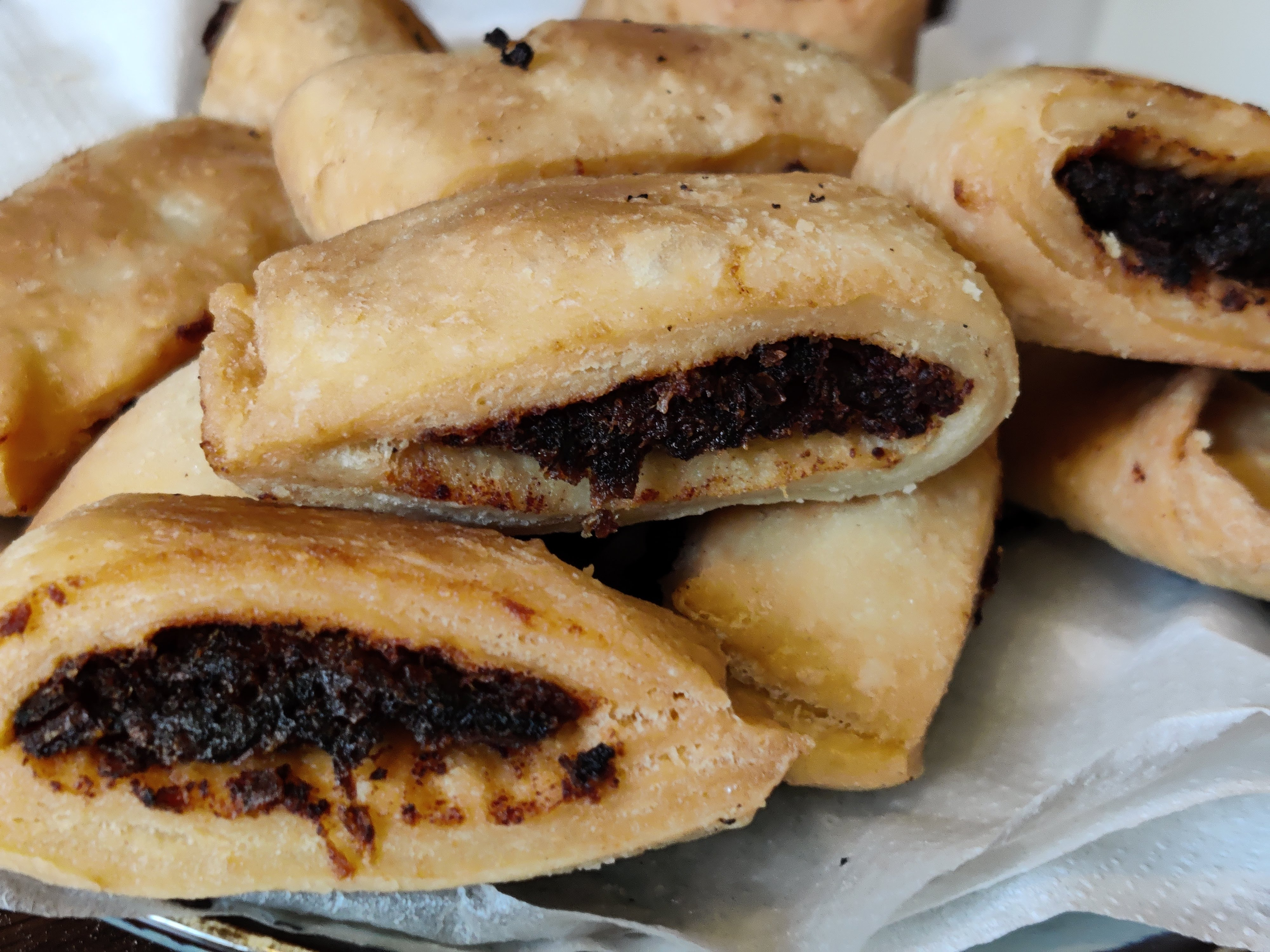
Domowe imqaret, tradycyjne maltańskie ciasto z nadzieniem daktylowym

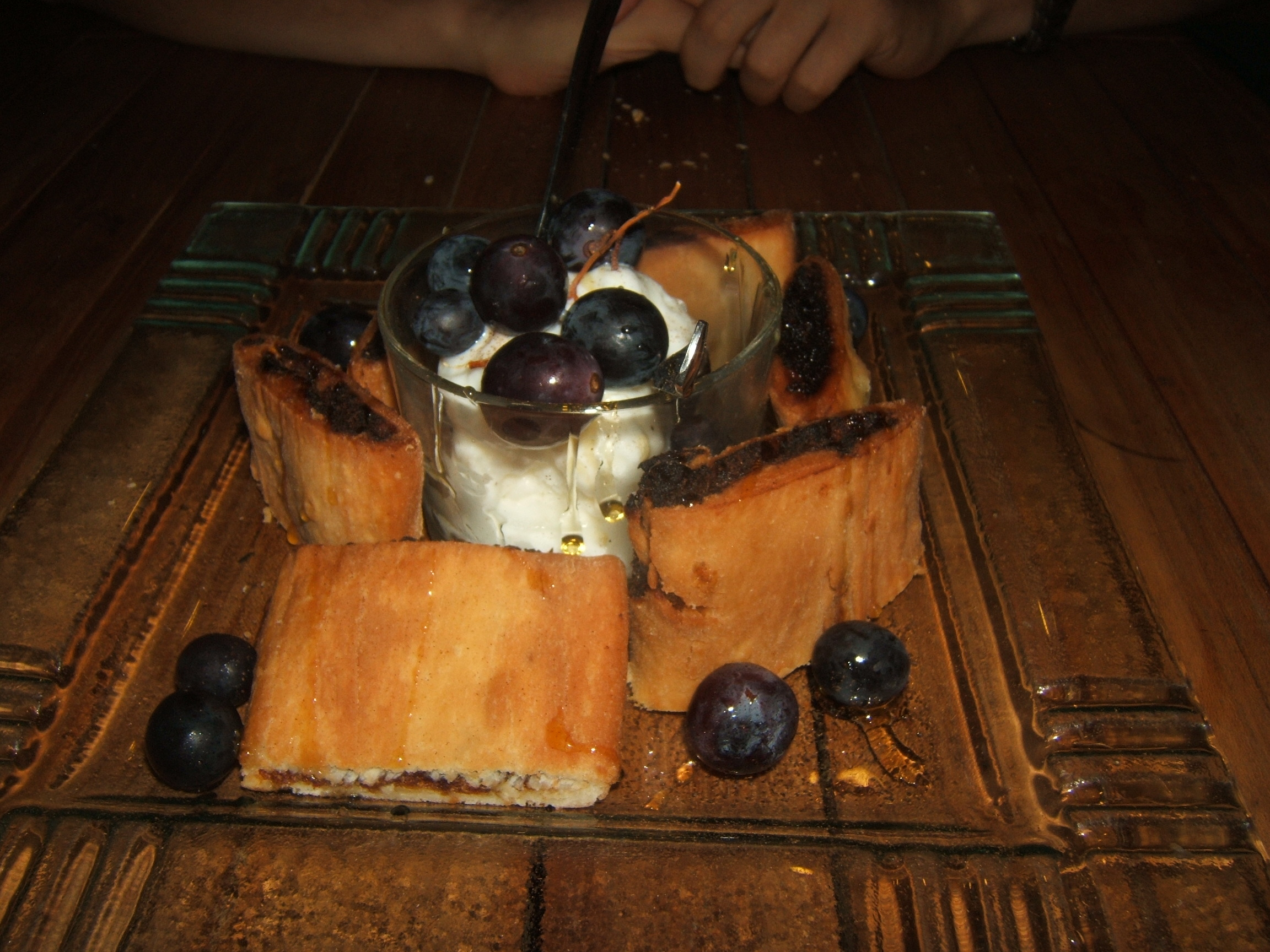
Imqaret podawane z lodami

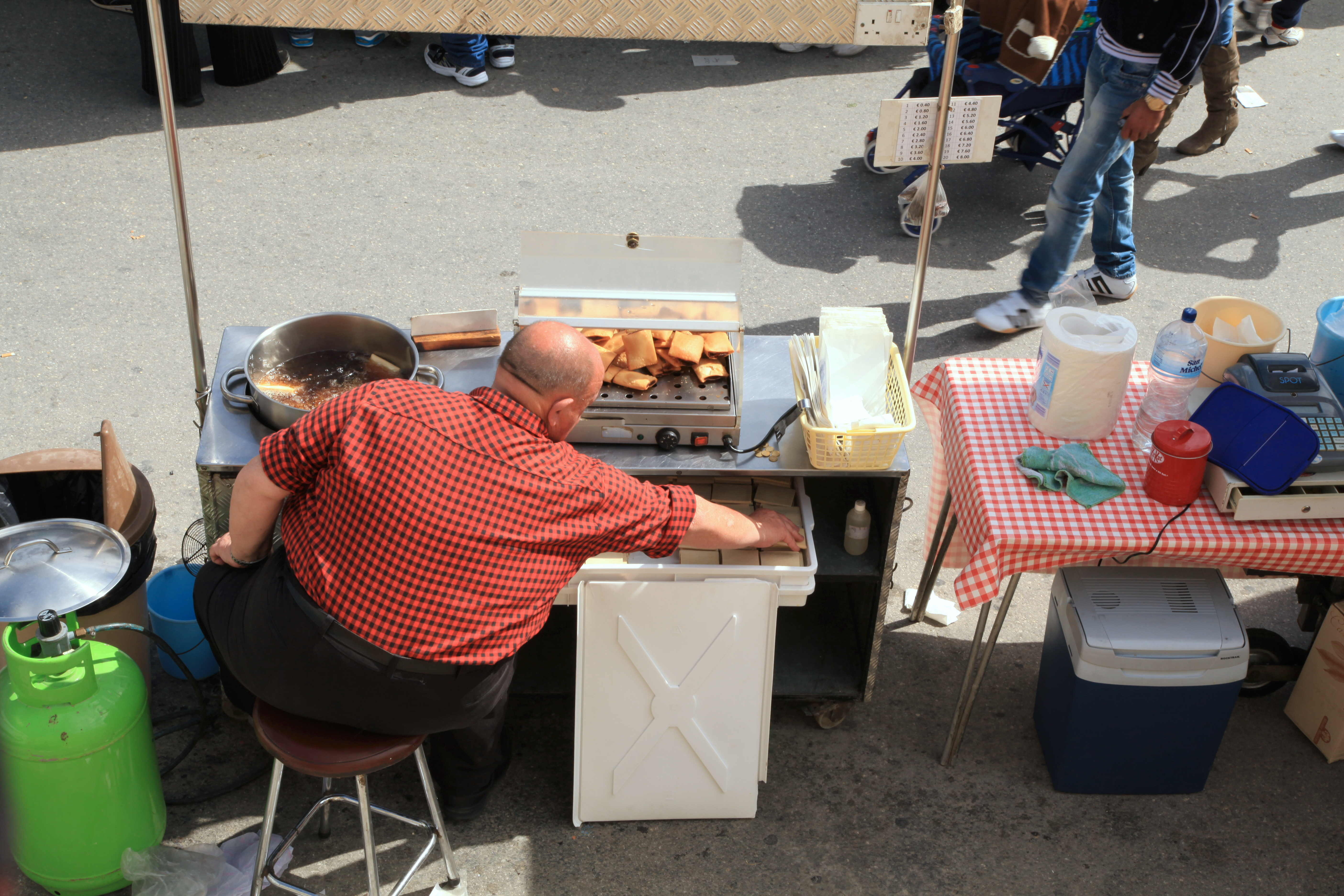
Uliczny sprzedawca imqaret, Marsaxlokk

Imqaret (wym. [ɪm'ʔarɛt]) – tradycyjne maltańskie słodycze z ciasta i nadzienia z daktyli. Słowo imqaret w języku maltańskim jest liczbą mnogą słowa maqrut („w kształcie rombu”) i oznacza diamentowy kształt słodyczy, mimo że w wielu przypadkach są one w kształcie prostokąta.  Są bardzo popularne na Malcie i są sprzedawane na targach ulicznych, a także na wiejskich biesiadach, w niektórych przypadkach podawane z lodami.

## Pochodzenie
Imqaret są pochodzenia arabskiego i zostały sprowadzone w okresie arabskiej inwazji na Maltę między rokiem 870 n.e. a XI wiekiem. Podobne słodycze o nazwie makroudh lub maqrud lub makroud są znane po drugiej stronie Morza Śródziemnego w Tunezji, są również popularne w Algierii i Maroku pod nazwami makrout, maqrout, mqaret.

## Przygotowanie
Podczas przygotowywania imqaret są smażone w głębokim tłuszczu i zwykle nasycane smakami anyżu i liścia laurowego. Imqaret przygotowuje się indywidualnie, składając ciasto, na środku którego umieszcza się pewną ilość nadzienia. Ponieważ ciasto jest długie, z każdego ciasta wycina się kilka kawałków imqaret po procesie smażenia.